# شون ماكفرلين
شون ماكفرلين (بالإنجليزية: Sean McFarlane)‏ هو لاعب كرة قدم جامايكي في مركز الدفاع، ولد في 4 أبريل 1993 في كينغستون في جامايكا. لعب مع اوستين بولد.